# Ahmed Ouyahia
Ahmed Ouyahia (nascido em 2 de julho de 1952) foi primeiro-ministro da Argélia entre 2017 e 2019. Foi também primeiro-ministro entre 1995 e 1998, entre 2003 e 2006 e entre 2008 e 2012.

## Vida
Ouyahia nasceu na wilaya de Tizi Ouzou, na região da Kabilia. Em 1972 entrou para a Escola Nacional de Administração em Argel e se especializou em Diplomacia. Graduou-se em 1976 e prestou serviço militar em 1977/1978. Durante este período, tornou-se membro da equipe de relações públicas da presidência.
Em 1978 Ouyahia começou a trabalhar no Ministério das Relações Exteriores no departamento de Relações com a África. Em 1981 foi enviado como conselheiro de relações externas do embaixador da Argélia na Costa do Marfim, onde serviu até 1984. Neste mesmo ano foi-lhe atribuído o cargo de conselheiro para relações exteriores do Chefe da missão permanente da Argélia na sede da ONU, em Nova York. Trabalhou em cargos de conselheiro de relações exteriores em diversos organismos internacionais e em diversos países até 1994.
Em abril deste ano foi nomeado diretor de gabinete do presidente argelino Liamine Zeroual, que estava em negociações com os líderes do partido já extinto Frente Islâmica de Salvação (FIS) e estava também se preparando para as eleições presidenciais de 1995, a qual o presidente foi reeleito em novembro.
Em de dezembro de 1995 Ouyahia foi nomeado primeiro-ministro e continuou no cargo até 1999, quando ele renunciou logo após a eleição de Abdelaziz Bouteflika para a presidência. Em 2000 foi eleito líder de seu partido, o União Nacional para a Democracia (RND). Foi nomeado Ministro da Justiça em 2000, durante o primeiro mandato de Bouteflika, trabalhando inclusive como mediador da disputa entre Eritréia e Etiópia, cujo acordo de paz foi assinado ainda no ano 2000.
Em junho de 2002, após a derrota de seu partido nas eleições legislativas, Ouyahia renunciou e foi designado como Representante Especial do Presidente, um cargo sem poderes efetivos. Em maio de 2003, foi nomeado mais uma vez primeiro-ministro, devido a uma crise política entre o presidente Bouteflika e o primeiro-ministro até então, Ali Benflis, que foi demitido. Ouyahia manteve-se no cargo até 2006 e foi nomeado primeiro-ministro, pela terceira vez, em 2008, sendo substituído em 2012 por Abdelmalek Sellal. Em 2017, regressou ao cargo de primeiro-ministro, por nomeação do Presidente Bouteflika, apresentando a demissão em 2019, na sequência de protestos.